# إجدعبرين
إجدَعِبرين، قرية مسلمة سنية ومسيحية مارونية  في قضاء الكورة في لبنان، يحيط بها نهر الجوز.

## علم أصول الكلمات
أصل الاسم غير معروف (بسبب عدم متابعة المراجع، الذين هم أساسًا شيوخ القرية)، وبالتالي فإن التحليل المعقول الوحيد لأصل اسم القرية، في الوقت الحالي، سيكون تشريح اسم. على الرغم من أنه من الممكن أنه يأتي اسم هذه القرية من الأشجار الفريدة بقرب من نهر الجوز.
على المسواة، تشترك القرية بالاسم مع قريتين أخريين ليستا بعيدين عنها جغزافياً. عبرين وإجدبرا هما القريتان، وكلاهما يقع في قضاء البترون، فأما إجدعبرين تقع في قضاء الكورة. نظرًا لأن جميع الأسماء الثلاثة عبارة عن تحويل صوتي من اللغة العربية، فإن الاتصال أقرب مما هو متوقع.
الضيع عبرين، إجدعبر، وإجدعبرين. «عبر» يعني عبر. «إجد» يعني [اذهب] إبحث. كلمة «عبرين» تعني «مسارين». لذا فإن إجدعبرين برمته تعني حرفياً، «[اذهب] ابحث عن طريقين». إذا كان معنى الاسم هو هذا حقًا، فمن الناحية الجغرافية، فإن أحد التفسيرات المنطقية يعود إلى أشجار نهر الجوز التي يشير الاسم فيها إلى ذلك. الاحتمال الآخر للاسم هو المدخل الحرفي للقرية، والذي بدوره يصعب شرح كيف يمكن أن يشير إلى الاسم، وقد يكون هذا سببًا لعدم إشارة الاسم فعليًا إلى مدخل القرية.
العديد من هذه المعاني يمكن أن تكون «متجددة»، «جد»، «وجدت»، وفي اللغة العربية، الكلمة هي اختلاف في «براعة» أو «قوة». نفس الشيء مع «عبر» حيث يمكن أن تعني الكلمة أيضًا مجموعة متنوعة من الأشياء.
الإحتمال الآخر هو أن هذا الاسم يأتي من لغة أخرى أو مزيج من اللغة العربية مع لغة مختلفة. يمكن أن تكون اللغة المختلفة من الفينيقية (اليونانية) والفرنسية والإسبانية، وعلى الأقل الكنعانية. لغة الكنعانيون أقل احتمالًا لأنه يتبين أن للقرية، لا يظهر أي علامات عن لمسة كنعانية. توجد لغات مثل الفرنسية في القائمة بسبب تاريخ طويل من التفاعلات المضادة بين كل من العرب والإسبان ويمكن ملاحظة اليوم كم عدد الكلمات العربية المشابهة للإسبانية، خاصة في هذه القرية حيث يكون سمك الكلمات أكبر. الفرنسية هي احتمالية لأن العديد من سكان القرية قادرون على التحدث باللغة على مستوى، ومع ذلك، فإن اللغة ليست كبيرة كما هي في مناطق أخرى من لبنان. أكبر إحتمال هي أن تكون من لغة الأرامية، اللغة العصرية للبنان. أبر آلإحتمالة اللغوية المقترحة لا تشير على وجود هذه الملغاة، بل تأثرهم على اللغة العربية.
كل هذا مجرد تخمين والتحليل الوحيد الممكن الآن حتى يتم الحصول على مراجع، والمراجع الصالحة الوحيدة الموجودة هي شيوخ القرية، ولكن القرية هي قريةٌ بسيطة- الأوقات التي تذهب فيها الناس إلى المزرعة ويقضون الوقت مع العائلة وأفراد المجتمع.

## جغرافية

### عابرين وإجدبرا
تقع إجدابرين في أقصى جنوب قضاء الكورة. تقع عبرين على بُعد حوالي 26 كيلومتر غرب جنوب إجدابرين.

### نهر الجوز
يقع هذا النهر، جغرافيًا، أسفل ارتفاع جبل هذه المنطقة، وهو ليس مركزيًا للقرية هذه ونادرًا ما يمكن رؤيته من القرية هذه، باستثناء الموقع نفسه. ومع ذلك، فإن نهر الجوز ليس فقط لإجدابرين. هو 1000 متراً فوق مستوى سطح البحر وطوله 38 كيلومترًا، يبدأ النهر من أسفل تنورين في قضاء البترون، ويمر عبر بستان العاصي، ثم راسنحاش، ويمتد شمالًا إلى قضاء الكورة على طول جنوب إجدابرين، ويلتقي بحر الأبيض المتوسط عن غرب البترون حول الطريق البحري.

## أعلامها
- حسن شلق

## روابط خارجية
- إجدابرين ، لوكاليبان